# Blue Dyke
Blue Dyke (englisch, polnisch Błękitna Dajka; in Argentinien Punta Cossio) ist eine Landspitze einschließlich einer Reihe vorgelagerter Klippenfelsen von King George Island im Archipel der Südlichen Shetlandinseln. Sie liegt südlich des Hügels Baszta auf der Westseite der Einfahrt von der Bransfieldstraße in die Admiralty Bay.
Polnische Wissenschaftler benannten sie 1980 nach den hier anzutreffenden Dyke aus bläulichem Andesit. Der Hintergrund der argentinischen Benennung ist nicht überliefert.